# 링스테드

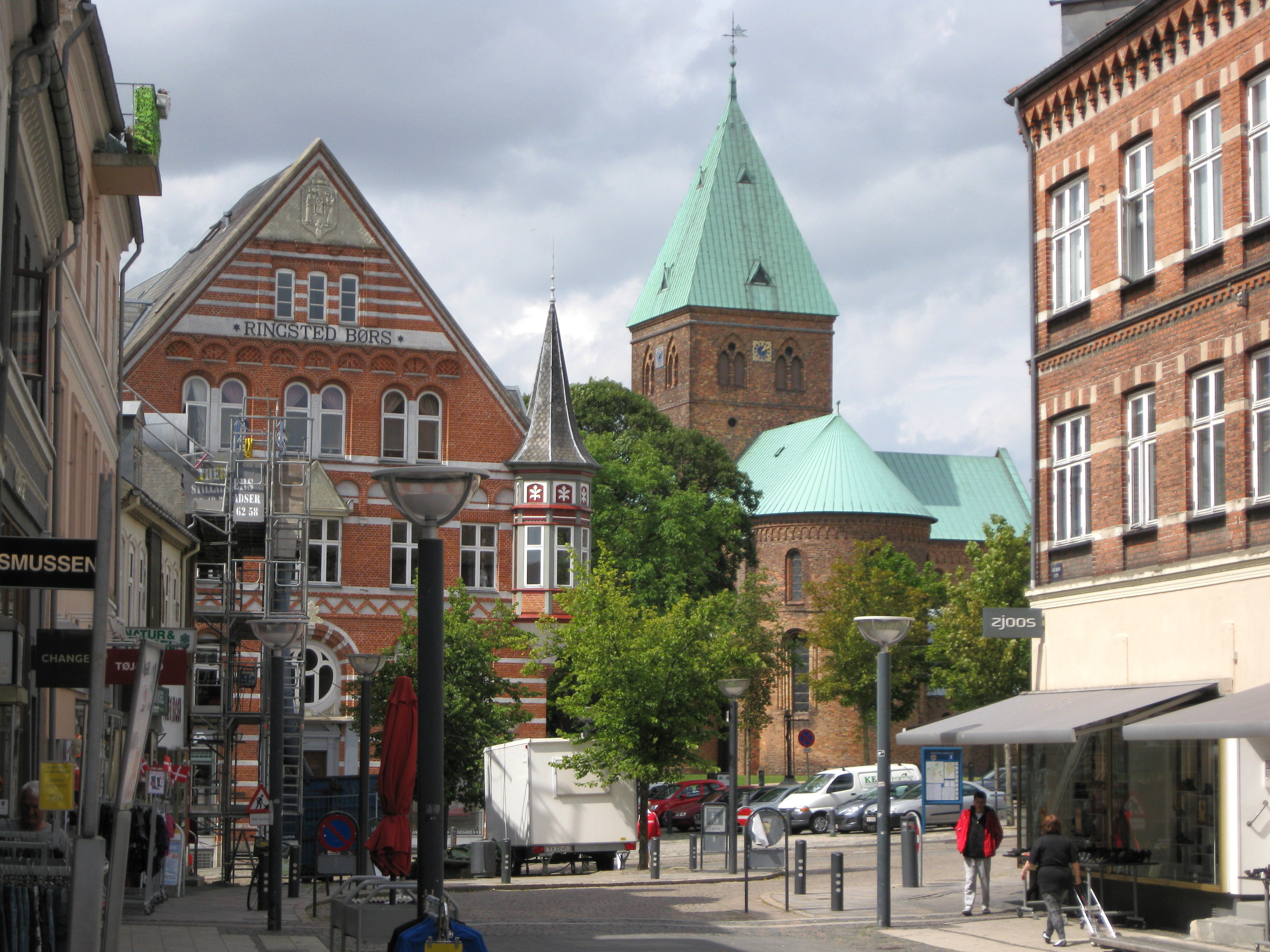
링스테드

링스테드(덴마크어: Ringsted)는 덴마크 셸란 지역에 위치한 도시로 면적은 295.48km2, 높이는 54m, 도시 인구는 21,866명(2015년 기준), 지방 자치체 인구는 33,573명(2015년 기준)이다. 셸란섬 중부에 위치하며 행정 구역상으로는 링스테드시에 속한다. 코펜하겐에서 약 60km 정도 떨어진 곳에 위치한다.

시 문장

## 자매 도시
- 체코 쿠트나호라
- 헝가리 죈죄시
- 노르웨이 할덴